# Первомайский (Дергачёвский район)
Первома́йский — посёлок в Дергачёвском районе Саратовской области. Входит в состав Камышевского муниципального образования. Основан в 1929 году.

## География
Посёлок находится на расстоянии 17 километров (по прямой) к северо-востоку от рабочего посёлка Дергачи, административного центра района.

## Население
| 2002 | 2010 |
| ---- | ---- |
| 905  | ↘717 |

### Национальный состав
Согласно результатам переписи 2002 года, в национальной структуре населения русские составляли 49 %,  казахи 37 % из 905 чел.

## Известные уроженцы
- Харитонов, Александр Петрович (род. 1952) — российский государственный деятель.